# Sarawak

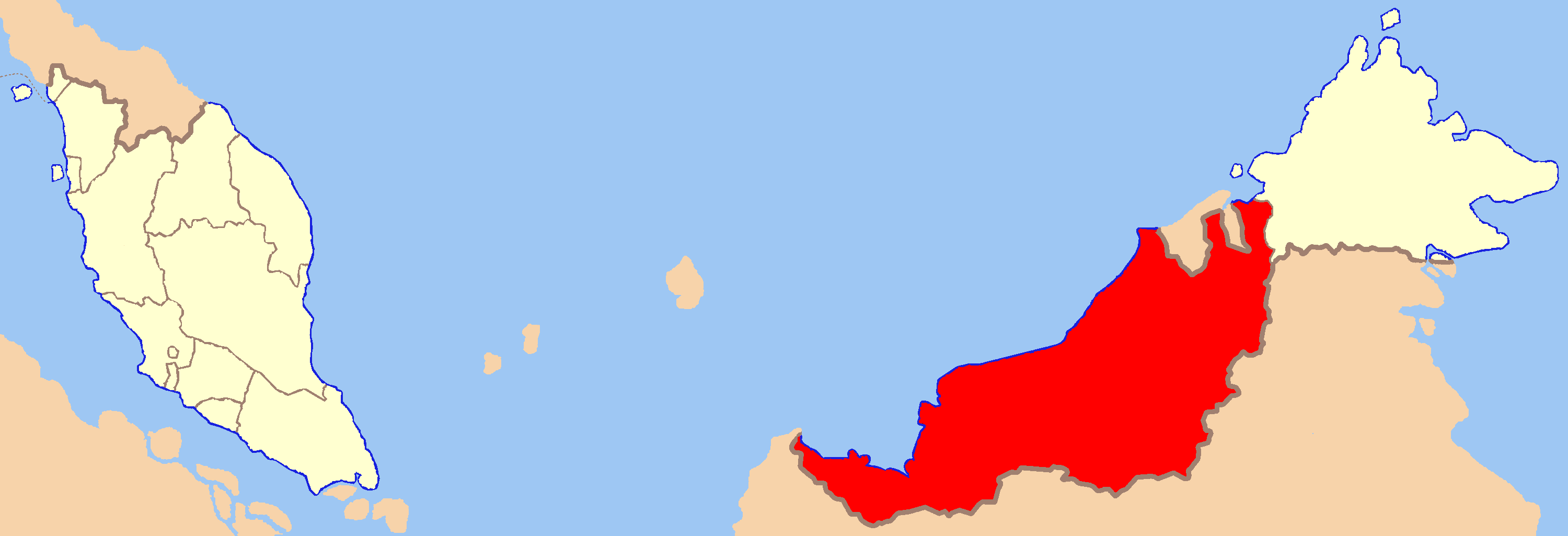
Delstatens läge i Malaysia

Sarawaks flagga

Sarawak är den ena av de två malaysiska delstaterna på ön Borneo (den andra är Sabah). Huvudstaden heter Kuching, och andra stora städer är Miri, Sibu och Bintulu. Befolkningen uppgick till 2 452 800 invånare år 2008, på en yta av 124 450 kvadratkilometer.
Mellan åren 1841 och 1946 styrdes Kungariket Sarawak av de vita rajorna från Brookefamiljen. Sedan 1981 är Abdul Taib Mahmud Chief Minister på Sarawak.

## Administrativ indelning
Sarawak är indelad i elva administrativa divisioner:
- Betong
- Bintulu
- Kapit
- Kuching
- Limbang
- Miri
- Mukah
- Samarahan
- Sarikei
- Sibu
- Sri Aman

Dessa divisioner är i sin tur indelade i sammanlagt 29 distrikt. 